# Responsabilité des parents du fait de leur enfant en droit français
Pour un article plus général, voir Responsabilité des parents du fait de leur enfant.
La responsabilité des parents du fait de leur enfant est un type de responsabilité du fait d'autrui. Il s'agit de la situation dans laquelle un enfant cause un dommage et engage dès lors la responsabilité délictuelle de ses parents.
Ce type de responsabilité est régi à l'article 1384 ancien du Code civil, nouvellement article 1242 à la suite de la réforme de 2016 dont le 4e alinéa dispose que :
« Le père et la mère, en tant qu'ils exercent l'autorité parentale, sont solidairement responsables du dommage causé par leurs enfants mineurs habitant avec eux. »
Cet alinéa 4 de l'article ne concerne précisément que les père et mère de l'enfant. Il faut se référer aux autres alinéas de l'article et à la jurisprudence pour les autres responsabilités du fait d'autrui.

## Les conditions de la responsabilité parentale

### La minorité de l'enfant
La responsabilité parentale ne joue que pour les mineurs. Si le mineur est émancipé, la responsabilité ne s'applique pas.

### Le lien de filiation et l'autorité parentale
En principe la filiation crée l'autorité parentale. Toutefois, les parents qui auraient perdu leur autorité parentale ne se verraient pas responsable des dommages de leurs enfants. En cas de divorce, les deux parents gardent cette autorité, néanmoins le juge peut la retirer à l'un d'eux.
D'après l'article 1384 alinéa 4 du code civil, l'autorité parentale concerne les parents, et uniquement les parents. Les grands-parents, oncles, ou autres membres de la famille pouvant avoir la seule garde matérielle des enfants sont exclus. Leur responsabilité pourra tout de même se voir engagée sur le fondement de l'art 1382 (pour faute).
Depuis la loi du 4 mars 2002, l'autorité parentale a fait l'objet d'un article 371-1 du code civil. On y fait mention des "parents", l'autorité conjointe des deux parents est donc envisagée.

### La cohabitation de l'enfant avec ses parents
Cette exigence de cohabitation provient de la présomption de faute des parents. Cela suppose donc que l'enfant vive avec eux. Lorsque la cohabitation cesse, la responsabilité cesse. Cette exigence de cohabitation était donc entendue au sens matériel.
L'arrêt SAMDA de la 2e Chambre civile de la Cour de cassation en date du 19 février 1997, va opérer un revirement de jurisprudence sur la condition de cohabitation. En l'espèce, un mineur avait dérobé une voiture et l'avait endommagée ; le propriétaire avait assigné en réparation la mère, titulaire de la garde de l'enfant depuis le divorce, et le père qui, au moment des faits, exerçait un droit de visite. L'arrêt attaqué avait mis la mère hors de cause : il est censuré car « l'exercice du droit de visite et d'hébergement ne fait pas cesser la cohabitation du mineur avec celui des parents qui exerce le droit de garde ». La cohabitation est alors entendue au sens juridique, qui est définie dans un arrêt de la 2e Chambre civile de la Cour de cassation du 20 janvier 2000, désormais, il s'agit de la résidence habituelle de l'enfant qui est établie au domicile des parents ou de l'un d'entre eux.

### Le fait dommageable de l'enfant
Traditionnellement, une faute de l'enfant est nécessaire pour la mise en œuvre de ce type de responsabilité. Puis la jurisprudence va faire évoluer cette règle lors de plusieurs arrêts en date du 9 mai 1984, dont le fameux arrêt Fullenwarth (Cass. Ass. Plén. 9 mai 1984), cet arrêt pose le principe selon lequel: "pour que soit présumée, sur le fondement de l'article 1384 alinéa 4 du Code civil, la responsabilité des père et mère d'un mineur habitant avec eux, il suffit que celui-ci ait commis un acte qui soit la cause directe du dommage invoqué par la victime", la haute juridiction précise qu'il n'est pas nécessaire que l'enfant soit capable de discernement pour engager cette responsabilité.
Par la suite, la Cour de Cassation va rendre un autre arrêt qui ira dans le même sens, l'arrêt Levert (Cass. Civ. 2e 10 mai 2001), elle affirme dans un attendu de principe que "la responsabilité de plein droit encourue par les père et mère du fait des dommages causés par leur enfant mineur habitant avec eux n'est pas subordonnée à l'existence d'une faute de l'enfant", la faute de l'enfant n'est pas une condition pour engager la responsabilité des parents, un simple fait causal suffit.

## Le régime de la responsabilité parentale

### Une responsabilité de plein droit
L'alinéa 7 de l'article 1384 dispose que :
"La responsabilité ci-dessus a lieu, à moins que les père et mère et les artisans ne prouvent qu'ils n'ont pu empêcher le fait qui donne lieu à cette responsabilité."
Dans un premier temps, la Cour de cassation admettait l'exonération de responsabilité des parents dans trois cas de figure :
1. Une faute de la victime
2. La force majeure
3. Le dommage n'est pas dû à un défaut de surveillance ou d'éducation des parents

Puis dans un second temps avec l'arrêt Bertrand de la 2e Chambre civile de la Cour de cassation en date du 19 février 1997, l'exonération de responsabilité des parents est prise en compte seulement pour les deux premiers cas de figure ci-dessus.

### Les actions récursoires
À la suite d'une condamnation, il est possible pour les parents d'exercer deux types d'action récursoire :
- d'un parent contre l'autre : c'est le cas de figure où un seul des deux parents a été condamné. Il pourra donc demander à l'autre de supporter la moitié de la dette, si et seulement si, les conditions de mise en jeu de la responsabilité sont également réunies pour ce parent.
- des parents contre l'enfant : les parents peuvent se retourner contre leur enfant si le fait dommageable causé par celui-ci était de nature à engager sa responsabilité personnelle.